# Chamoy Thipyaso
Chamoy Thipyaso (en tailandès: ชม้อย ทิพย์โส; RTGS: Chamoy Thipyaso) (nascuda el 27 de novembre de 1940) és una ex-funcionària tailandesa, treballadora de l'Autoritat del Petroli de Tailàndia. És coneguda per haver rebut la sentència de presó més llarga del món (141.078 anys) per la seva participació en un esquema piramidal que va defraudar a més de 16.000 tailandesos i s'estima que el seu patrimoni net oscil·la entre 200 i 301 milions de dòlars.

## Fons Mae Chamoy
A finals dels anys 1960, va fundar un fons de xecs anomenat Fons Mae Chamoy, que semblava una acció petroliera amb alts rendiments. A causa de les seves connexions amb la Reial Força Aèria Tailandesa i l'Autoritat del Petroli de Tailàndia, el fons va poder sostenir-se durant un temps notablement llarg. Les seves connexions amb l'exèrcit van ser un factor enorme en el poder polític i empresarial, per la qual cosa el seu aparent suport militar va fer que el pla semblés legítim.
El pla va atreure a 16.231 clients i no es va tancar fins a mitjan anys 1980.

## Arrest i pena de presó
El fons comptava amb un gran nombre d'inversors íticamente poderosos procedents de l'exèrcit, i fins i tot de la Casa Reial, per la qual cosa va haver-hi peticions al govern que rescatés als bancs i als fons d'estalvis. Després de converses amb el rei Bhumibol Adulyadej, la naturalesa del qual no es va fer pública, el Fons Mae Chamoy va ser clausurat i Chamoy detinguda. La força aèria la va mantenir retinguda en secret durant diversos dies i el seu judici no es va celebrar fins que es van recuperar les pèrdues del personal militar i reial implicat.
El 27 de juliol de 1989, Chamoy i set còmplices van ser condemnats per frau empresarial. Va ser sentenciada a un total de 141.078 anys, però la llei tailandesa de l'època establia que la sentència màxima que podia complir-se per frau era de 20 anys. La seva sentència va ser reduïda encara més, dues vegades, i va ser posada en llibertat en 1993.